# Dark Authority
Dark Authority — второй студийный альбом московской группы Armaga. Записан в 2010 году, выпущен 4 октября 2010 года на лейбле Irond Records. Презентация прошла в Москве 17 октября. Автор музыки и лирики альбома — гитарист Андрей Васюнин. Тематически новые песни продолжили темы, затронутые на дебютнике In The Ruins, но в музыкальном плане альбом стал более быстрым и техничным.

## Список композиций[4]
1. Overgrown Gates (04:12)
2. Heartless (03:49)
3. Cave (04:00)
4. Last Exile (03:53)
5. Dead Garden (05:44)
6. One Ghost’s Story (04:12)
7. Dark Waltz (03:24)
8. Crypric Mirror (02:39)
9. Ravaged (03:20)
10. Dark Authority (05:33)

Полное время альбома: 40:50
Номер в каталоге : CD 10-1730

## Участники записи

### Состав группы (на данном альбоме)
- Ян Соболевский — вокал
- Андрей Васюнин — гитары, клавиши
- Евгений Щетинов — бас
- Евгений Кришталь — барабаны

Так же в записи альбома принимал участие:
- Александр Каменский — скрипка

### Производство
- Музыка и слова: Андрей Васюнин
- Звукорежиссёр: Илья Лукашев
- Ассистент звукорежиссёра: Никита Каменский
- Мастеринг: Wim Bult «INLINEMASTERING», Нидерланды
- Обложка и оформление: Pablo The Elephant, ART-S-KILL T E A M[5]